# Provincia de Skikda
La provincia de Skikda (en árabe: ولاية سكيكدة) es una de las provincias (valiato) de Argelia. Su capital es la ciudad homónima.

## Municipios con población en abril de 2008
- Aïn Bouziane 9,591
- Aïn Charchar 15,725
- Aïn Kechra 24,572
- Aïn Zouit 1,977
- Azzaba 56,922
- Bekkouche Lakhdar 15,176
- Ben Azzouz 29,162
- Beni Bechir 9,640
- Beni Oulbane 25,074
- Beni Zid 20,697
- Bin El Ouiden 21,629
- Bouchtata 9,219
- Cheraia 18,759
- Collo 35,682
- Djendel Saadi Mohamed 8,655
- El Ghedir 6,458
- El Hadaiek 18,002
- El Harrouch 48,994
- El Marsa 5,995
- Emdjez Edchich 20,079
- Es Sebt 15,266
- Filfila 28,996
- Hamadi Krouma 30,404
- Kanoua 6,995
- Kerkera 27,177
- Kheneg Mayoum 4,587
- Oued Zehour 6,744
- Ouldja Boulballout 4,488
- Ouled Attia 10,851
- Ouled Hbaba 8,369
- Oum Toub 34,458
- Ramdane Djamel 27,194
- Salah Bouchaour 29,764
- Sidi Mezghiche 25,593
- Skikda 163,618
- Tamalous 51,262
- Zerdaza 12,555
- Zitouna 8,351

## División administrativa
La provincia está dividida en 13 dairas (distritos), que a su vez se dividen en 38 comunas (ciudades). Algunas de las comunas son: Tamalous, Azzaba, El Harouch y Collo.